# 95962 Копіто
95962 Копіто (95962 Copito) — астероїд головного поясу, відкритий 19 листопада 2003 року.
Тіссеранів параметр щодо Юпітера — 3,083.